# Silverthorne (Colorado)
Silverthorne è un centro abitato (town) degli Stati Uniti d'America, situato nella contea di Summit dello Stato del Colorado. Nel censimento del 2000 la popolazione era di 3.196 abitanti.

## Geografia fisica
Secondo i rilevamenti dell'United States Census Bureau, Silverthorne si estende su una superficie di 8,3 km².